# Vengathur
Vengathur (o Vengattur) è una suddivisione dell'India, classificata come census town, di 17.003 abitanti, situata nel distretto di Tiruvallur, nello stato federato del Tamil Nadu. In base al numero di abitanti la città rientra nella classe IV (da 10.000 a 19.999 persone).

## Geografia fisica
La città è situata a 13° 6' 2 N e 79° 55' 44 E e ha un'altitudine di 59 m s.l.m..

## Società

### Evoluzione demografica
Al censimento del 2001 la popolazione di Vengathur assommava a 17.003 persone, delle quali 8.696 maschi e 8.307 femmine. I bambini di età inferiore o uguale ai sei anni assommavano a 1.769, dei quali 899 maschi e 870 femmine. Infine, coloro che erano in grado di saper almeno leggere e scrivere erano 13.296, dei quali 7.337 maschi e 5.959 femmine.